# Internet Speculative Fiction Database
Internet Speculative Fiction Database (ISFDB) – baza danych zawierająca informacje bibliograficzne na temat gatunków uznawanych za fantastykę, czyli m.in. fantastyka naukowa, fantasy, historia alternatywna i horror.
Treści ISFDB są dziełem wolontariuszy udostępnianym na licencji CC-BY, choć oficjalnym autorem narzędzi i głównej witryny jest Al von Ruff. Sama baza bibliograficzna jest otwarta dla moderowanej edycji, a niezależnie od tego dostępna jest wiki, która ma ułatwiać koordynację osobom tworzącym bazę danych. Główna witryna jest zbudowana w języku Python i oparta na MySQL.
Wg stanu czerwiec 2024 w witrynie skatalogowano 2 255 999 tytuły od 264 031 autorek i autorów.

## Nagrody i odbiór
W 1998 roku pisarz Cory Doctorow napisał w magazynie Science Fiction Age, że „najlepszym wszechstronnym przewodnikiem po science-fiction pozostaje ISFDB”.
ISFDB był zwycięzcą nagrody Wooden Rocket Award 2005 w kategorii Najlepszy katalog internetowy.
Ken Irwin zrecenzował tę witrynę w ramach Reference Reviews w 2006 roku, chwaląc „skalowalny poziom szczegółowości dostępny dla poszczególnych autorów i tytułów”, wskazując jednocześnie na niezbędne wówczas ulepszenia użyteczności witryny. Swoją recenzję skonkludował stwierdzając, że żadna inna bibliografia internetowa nie ma „tak szerokiego, głębokiego i tak zaawansowanego poziomu jak ta baza danych”. Na Tor.com James Davis Nicoll opisał tę witrynę jako „najlepsze dostępne źródło bibliograficzne [SF]”. Gabriel McKee, autor książki „The Gospel According to Science Fiction” opisał tę witrynę jako „niezbędne [źródło] informacji przy realizacji tego projektu”.
Komisja Chicon 8 przyznała ISFDB specjalną nagrodę komisji podczas ceremonii otwarcia 1 września 2022 roku.